# 南あわじ市立倭文中学校
南あわじ市立倭文中学校（みなみあわじしりつしとおりちゅうがっこう）は、兵庫県南あわじ市に所在した公立中学校。

## 概要
酪農、畜産、農業を中心とした兼業農家が多い旧三原郡緑町倭文地区を校区としている。1957年に旧倭文村が旧緑町、旧三原町に分割統合されるまでは、旧三原町の倭文地区も校区としていた。もともと小規模校であったが、近年はさらに生徒数が減少傾向にある。
1980年代には校舎の老朽化や生徒数の減少などから同じ緑町の広田中学校との統合が計画されたが、新校舎の建設地などで折り合いがつかず頓挫した。
1991年の校舎移転までは、隣接する倭文小学校とグラウンド、体育館、プールを共用していた。移転後の校舎跡地は小学校校地となっている。

## 沿革
- 1947年4月 - 倭文村立倭文中学校設立。
- 1957年
  - 5月 - 校区変更に伴い流、委文、高の3地区の生徒53名が榎列（えなみ）中学校（現南あわじ市立三原中学校）へ転校。
  - 7月 - 町村合併に伴い緑村立倭文中学校と改称。
- 1959年4月 - 町制施行に伴い緑町立倭文中学校と改称。
- 1974年3月 - 体育館竣工。
- 1991年4月 - 新校舎へ移転。
- 2005年1月 - 三原郡4町の合併に伴い南あわじ市立倭文中学校と改称。
- 2022年3月 - 南あわじ市立三原中学校への統合により廃校[1]。

## 校訓
- 誠実・勤勉・自立

## 校区
- 兵庫県南あわじ市
  - 倭文安住寺
  - 倭文庄田
  - 倭文神道
  - 倭文土井
  - 倭文長田

## 著名な出身者
- 永田秀一（兵庫県議会議員、永田亮一は父、永田秀次郎は祖父）

## 通学区域が隣接している学校
2021年度当時のもの。
- 南あわじ市立西淡中学校
- 南あわじ市立三原中学校
- 南あわじ市・洲本市小中学校組合立広田中学校
- 洲本市立青雲中学校
- 洲本市立五色中学校